# Макаревич, Веслав
Веслав Антони Макаре́вич (пол. Wiesław Antoni Makarewicz, род. 13 июня 1935 года, Вильно, ум. 20 декабря 2021 года, Гданьск) — польский биохимик и университетский преподаватель, профессор медицинских наук, ректор Медицинской академии в Гданьске.

## Биография
В сентябре 1945 года с родителями приехал в Гданьск в рамках переселения поляков из оккупированных СССР территорий. Аттестат зрелости получил в 1953 году, после окончания I Государственной гимназии и общеобразовательного лицея в Гданьске. Окончил Лечебный факультет Медицинской академии в Гданьске (1960), в 1964 году получил степень доктора, которую хабилитировал в 1975 году. В 1988 году получил звание профессора медицинских наук. В науке специализировался в биохимии, занимался исследованиями в области энзимологии, аминогенеза и метаболизма пуриновых соединений.
Со времён студенчества связан с родным ВУЗом. Прошёл в нём все ступени научной карьеры, в 1995 году назначен на должность ординарного профессора. Был про-деканом Лечебного факультета (1981—1984), проректором МАГ (1987—1993), главой кафедры Медицинской биотехнологии Межвузовского факультета Биотехнологии, созданного Медицинской академией и Гданьским Университетом, а также деканом этого факультета. С 1999 до 2005, в течение двух каденций, был ректором Медицинской Академии. Также преподавал в Поморской академии в Слупске.
Автор или соавтор более 60 научных публикаций и 4 учебников и монографий.

## Награды
- Офицерский крест ордена Возрождения Польши (2005)[5].
- Кавалерский крест ордена Возрождения Польши (1988)[1].
- Золотой Крест Заслуги (1983)[2].
- Медаль Комиссии Народного Образования (1998)[2].
- Медаль Sint Sua Praemia Laudi (2004, Поморское воеводство)[2].
- Медаль Заслуг Медицинской академии (1995)[2].
- Награда Pro Bono Societatis Medicorum Pomeraniae (2017)[2].
- Золотая медаль Гданьского университета Doctrinae Sapientiae Honestati (2018)[2].
- Медаль 50-летия Гданьского университета (2021)[2].